# Santo de Athena
Los Santos de Atenea o Santo de Athena (女神の聖闘士（アテナのセイント） Atena no Seinto?), llamados también Caballeros, son un grupo de personajes en el manga y anime Saint Seiya, son una orden ficticia de guerreros que bajo el mando de la diosa Athena protegen la paz del mundo. Estos guerreros se encuentran bajo la protección de una de las 88 constelaciones y pelean utilizando unas armaduras llamadas Cloths. El mito dentro de la serie dice que son capaces de rasgar el cielo con sus puñetazos y quebrar la tierra con sus patadas.

## ¿Santos o caballeros?
Saint Seiya puede ser traducido de manera literal al español como San Seiya o Santo Seiya, los caracteres japoneses que acompañan al término "Saint" significan "Guerrero Sagrado", por lo tanto el título más apropiado sería "Guerrero Sagrado Seiya". El primer estreno de Saint Seiya fuera de Japón fue en Francia donde se le dio el nombre de Les Chevaliers du Zodiaque, que traducido al español significa: Los Caballeros del Zodiaco. Este nombre se popularizó en el resto de Europa y América.
Además del cambio en el título de la serie, a los Santos se les llama Caballeros. Este cambio pudo deberse para evitar confusión o referencia a los santos de las religiones Occidentales, que no concuerdan con el significado que se le da en la serie, mucho más cercano al de los "santos" de la antigua Grecia, que luchaban por su dios, al cual aspiraban a parecerse. A diferencia de los caballeros medievales que peleaban para su propio beneficio, los Santos pelean por ideales superiores a las necesidades humanas. Un ejemplo de esto, es que el mismo Seiya fue advertido por el Patriarca que de utilizar la armadura para fines personales, sería perseguido por todos los Santos con el fin de acabar con él. 
Por otro lado, el adjetivo del Zodiaco, si bien es demasiado concreto pues sólo incluye estrictamente a los Santos de Oro, cuyas constelaciones protectoras son las doce del Zodiaco.

## Habilidades

### Cosmos
Para que un aspirante pueda lograr el grado de Santo, además de dominar las técnicas básicas del combate, debe aprender a canalizar la energía de su constelación guardiana protectora, esta fuerza universal es llamada Cosmos (小宇宙（コスモ） Kosumo?). En teoría, todas las personas tienen un cosmos, pero los Santos son los que logran aprovechar al máximo este poder. 
Cuando un Santo enciende su cosmos, este es visible a los ojos de los demás y es percibido por otros que usan el cosmos. El campo visual ocupado por el cosmos, es una clara expresión del poder del Santo que la usa. Cuando un Santo muere, esto puede ser sentido por otros Santos, debido a que éstos dejan de percibir su cosmos.

### Séptimo sentido
Más allá de los 5 sentidos clásicos y el sexto sentido, el séptimo sentido (第七感（セブンセンシズ） Sebun Senshizu?, Seven Senses) es la conciencia extrema del cosmos poseída por los Santos de Oro.

### Octavo sentido
El Octavo sentido (第八感（エイトセンシズ） Eito Senshizu?, Eight Senses), también conocido como Arayashiki (阿頼耶識?  Sánscrito: ālayavijñāna), es la transgresión de cuerpo y espíritu consciente después de la muerte física hacia el mundo de los muertos, sin dominio y destino al infierno.
En el manga Saint Seiya es descrito por Dohko de libra como «el desarrollo del cosmo más allá del séptimo sentido, el cual aflora por primera vez normalmente, cuando la persona muere y va perdiendo sus otros 7 sentidos, y se halla en un lugar más profundo de la conciencia, por lo cual muchos mueren sin despertarlo o tener conocimiento de él».

### Exclamación de Athena
La Exclamación de Athena (アテナエクスクラメーション Atena Ekusukuramēshon?, Athena Exclamation) es un ataque creado por la unión del cosmos ofensivo de tres santos dorados en un solo punto, se dice que su fuerza es comparable a la del Big Bang independientemente de su tamaño. A causa de este poder destructivo Atenea prohibió el uso de esta técnica desde la época mitológica a todos sus santos, aquellos que la utilizaran serían considerados traidores.
En la serie es utilizada solamente dos veces, ambas durante el ataque al santuario en la saga de Hades: la primera vez aparece cuando Saga de Géminis, Shura de Capricornio y Camus de Acuario se ven forzados a utilizarla para vencer a Shaka de Virgo, y luego cuando estos tres santos se enfrentan a Mū de Aries, Aioria de Leo y Milo de Escorpio. También es usada en Saint Seiya The Lost Canvas por Shion de Aries, Sísifo de Sagitario y Regulus de Leo para destruir la puerta del Lost Canvas. También se vuelve a usar en Saint Seiya Ω por Kiki de Aries, Fudō de Virgo y Shiryū de Libra para destruir a un formidable enemigo, uno de los Cuatro Grandes Chronoteanos Hyperión de la Espada de la Destrucción, además es utilizada por Saga de Géminis, Dohko de Libra y Mū de Aries en Saint Seiya: Sould of Gold, para intentar destruir a Loki.

## Cloth
Las Cloths (聖衣（クロス） Kurosu?) son armaduras protectoras utilizadas por los santos, cuyo diseño de estas se encuentra basado en las 88 constelaciones, fuero creadas en la era mitológica a partir de Orichalcum, Gammanium y Polvo de estrellas (星砂粉（スターダストサンド） Sutā Dasuto Sando?, Stardust Sand).  Estas cloths posee vida propia y pueden regenerarse poco a poco cuando son guardadas en las Cajas de Pandora, aunque si son muy dañadas estas pueden morir y será necesario que sean reparadas utilizando la sangre de un Santo.

### Caja de Pandora
Las Cajas de Pandora son cajas metálicas donde se guardan las Cloths, en una cara de la caja tienen un diseño de acuerdo a la constelación de la Cloth a la que pertenecen.

## Rangos
Las 88 Santos se clasifican en tres grupos dependiendo del poder de su cloth, aunque hay ejemplos de Santos que superan el poder normal de su rango.
- Los Santos de bronce (青銅聖闘士（ブロンズのセイント） Buronzu Seinto?) son los guerreros de menor rango, representan 52[5] de las 88 constelaciones. Al utilizar su cosmos pueden atacar a la velocidad del sonido (Mach 1).[6]

- Los Santos de plata (白銀聖闘士（シルバーのセイント） Shirubā Seinto?) son los guerreros de rango medio, son 24[6] de las 88 constelaciones. Al utilizar su cosmos pueden atacar a una velocidad en el rango de Mach 2 a 5.

- Los Santos de oro (黄金聖闘士（ゴールドのセイント） Gōrudo Seinto?) son los guerreros de mayor rango, representan las 12 constelaciones zodiacales. Ellos dominan el séptimo sentido y pueden realizar ataques a la velocidad de la luz.[6] Cada uno defiende el templo que corresponde a su signo y que están en el camino a los aposentos del Patriarca y luego al Templo de Atena. En Saint Seiya Next Dimension ("secuela" del manga original), nos encontramos con que, en el momento del mito, había 13 santos de oro (12 más la santo de oro de Ofiuco).[7]